# Акапанари
Акапана́ри (яп. 赤離島 акапанари-дзима) — небольшой остров в островной группе Яэяма островов Сакисима архипелага Рюкю. Административно относится к округу Такэтоми уезда Яэяма префектуры Окинава, Япония.
Необитаемый остров расположен у северного побережья острова Ириомоте.
Площадь составляет 0,01 км², высота — 11 м.